# Джимхана (автоспорт)
Джимхана (англ. gymkhana) — вид автоспорта, получивший распространение в Японии, США, Великобритании и Южной Африке. Так же как и в автокроссе (в США автокроссом называют традиционный автослалом), трассы джимханы зачастую очень сложны, и запоминание трассы — одна из важнейших частей этого спорта. Управляется этот вид спорта Японской автомобильной федерацией, японским подразделением FIA. Название заимствовано из аналогичной деятельности в конном спорте.
Цель соревнований — пройти трассу за минимальное время с максимальной скоростью. На трассе расставляются препятствия в виде конусов, автомобильных покрышек и бочек. Водитель должен проходить трассу в заранее установленном порядке, показывая различные техники вождения. Проходя трассу джимханы, пилот должен выполнять развороты на 180 и 360 градусов, показывать упражнения с ездой задом, прохождением парковочных боксов, кручением «восьмёрок» и другие сложные элементы. В итоге джимхану можно представить себе как вид автоспорта, в котором есть точка старта, ряд препятствий и финиш, которого нужно достичь за как можно более короткий промежуток времени.
Одним из лучших пилотов в этом виде автоспорта являлся американский гонщик и шоумен Кен Блок. Он широко популяризировал джимхану во всем мире.

## Пилоты
От пилотов требуется абсолютное сосредоточение во время вождения. Цель пилота — пройти трассу настолько быстро, насколько это возможно с наименьшим количеством ошибок. Ускорение, торможение и маневрирование — основные навыки, необходимые водителю джимханы. Джимхана требует не только полного контроля над автомобилем, но и полную умственную концентрацию и воспроизведение в памяти участков трассы.

## Трассы

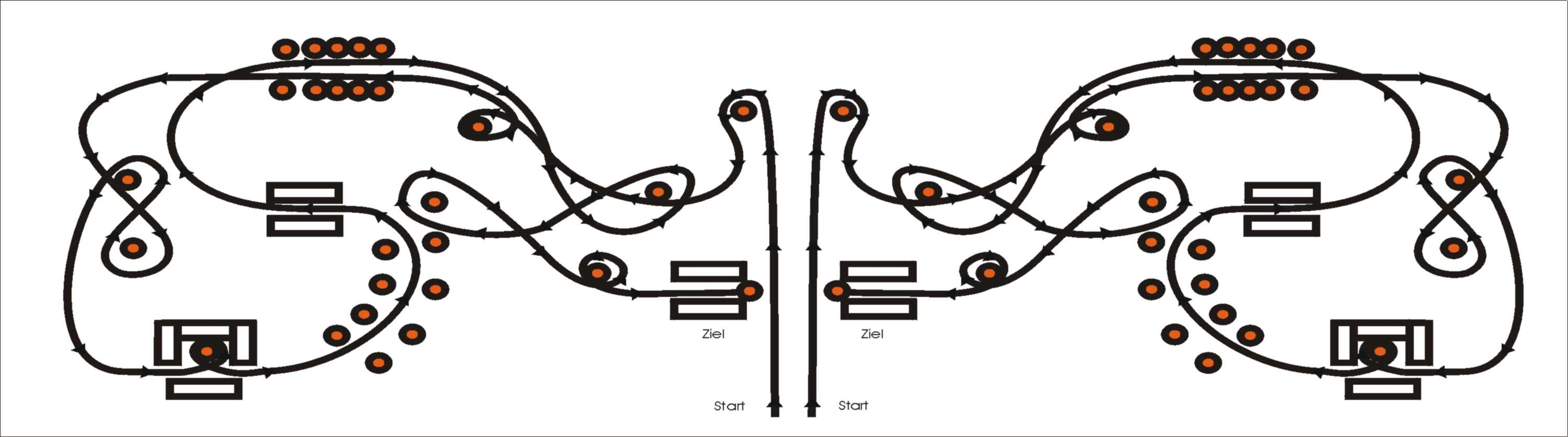
Пример схематичного изображения трассы для джимханы.

Трассы для джимханы обычно спроектированы таким образом, чтобы водитель использовал только первую и вторую передачи, в Великобритании и Ирландии также используется задняя передача. Среднее время прохождения трассы джимханы — от 45 секунд до полутора минут. Как и в автокроссе, трассы выстроены конусами, которые обозначают препятствия, но в отличие от автокросса трассы джимханы не содержат дорожных участков, зато на них нужно выполнять развороты на 180 и 360 градусов, «восьмёрки» и парковочные боксы. Трассы джимханы обычно размещают на открытых площадках с твердым покрытием или парковочных стоянках; в Японии иногда используют трассы для картов и небольшие участки дорог.

## Классы

### Заводские автомобили
- A1 – FF до 1,8
- A2 – FF 1,8+
- B1 – FR, RR, до 2,5
- B2 – FR, RR, 2,5+
- C1 – AWD до 2,5
- C2 – AWD 2,5+

Ограничения
- двигатель должен быть заводским
- без улучшений шасси
- заводская подвеска

Допустимые модификации
- замененные колеса
- блокируемый дифференциал
- воздушный фильтр нулевого сопротивления
- тормозные колодки
- пружины амортизаторов
- диск сцепления
- отдельные секции глушителя

Для классификации автомобилей, оснащенных турбонаддувом следует прибавить 1800 см3 к объёму двигателя.

### Тюнингованые
- M1 – FF
- M2 – FR
- M3 – RR
- M4 – AWD

Допустимые модификации
«Тюнингованые» могут иметь 2 или более элемента из списка:
- облегченный кузов, каркас безопасности
- замененные системы впрыска
- лексановые стекла
- облегченные кузовные панели
- снятые отделочные панели
- замененная подвеска
- замененный глушитель
- закись азота или подобное
- улучшенные тормоза